# Teleskop Rosse’a
Sześciostopowy teleskop Rosse’a – zbudowany w 1845 roku teleskop zwierciadlany o 183-centymetrowej (72-calowej) aperturze, największy teleskop na świecie aż do budowy 254-centymetrowego (stucalowego) Teleskopu Hookera w Kalifornii w 1917 roku. Teleskop ten, zwany „Lewiatanem” zbudował William Parsons, 3. hrabia Rosse, w swojej posiadłości Birr Castle w Parsonstown (obecnie Birr w Irlandii).

## Historia

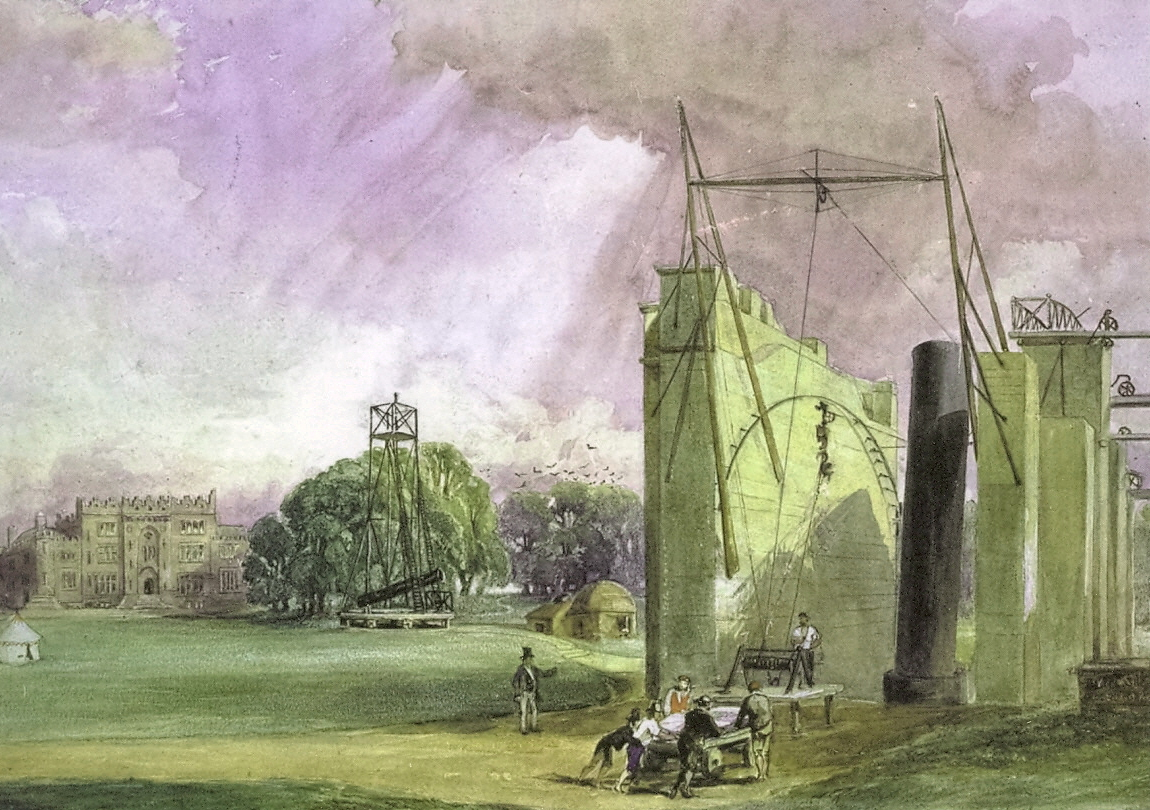
6-stopowy teleskop („Lewiatan”), trzystopowy teleskop i zamek Birr

W 1830 roku Parsons zbudował swój pierwszy duży teleskop (ze zwierciadłem 380 mm, 15 cali), a wkrótce potem większy – 61 cm (24 cale). W tym celu musiał opracować techniki odlewu i szlifowania dużych luster metalowych; używał w tym celu brązu o proporcjach 2 części miedzi na 1 cyny (czasem z niewielką domieszką cynku lub arsenu). Kolejny, w 1839 r., miał 90-cm lustro odlane w mniejszych kawałkach, a następnie połączone przed szlifowaniem i polerowaniem; w listopadzie 1840 roku zostało ono zastąpione lustrem monolitycznym.
By wykonać jeszcze większe lustro, Parsons zbudował trzy specjalne piece, w których można było stopić na raz po półtorej tony brązu; żurawie do przeniesienia tygli nad specjalnie skonstruowaną żeliwną formę odlewową; kolejkę wąskotorową do transportu gotowego odlewu do pieca, w którym blok był odpuszczany przez 16 tygodni dla zredukowania napięć i zapobieżenia pęknięciom; wreszcie specjalne szlifierki napędzane maszyną parową do nadania zwierciadłu odpowiedniego kształtu.
W 1842 roku Parsons podjął pierwszą próbę odlania 183-cm (72-calowego) lustra, ale nie było ono udane. Sporządzenie luster i budowa całego teleskopu zajęła mu kolejne trzy lata – regularne obserwacje z nowym instrumentem rozpoczęto w marcu 1845 roku. Z pięciu wykonanych odlewów jeden był doskonały, jeden akceptowalny, trzy pozostałe popękały lub były porowate i nie nadawały się do dalszej obróbki.

## Konstrukcja
Teleskop miał dwa lustra, jedno o masie 3,5 tony, drugie nieco poniżej 4 ton, o grubości ok. 13 cm (5 cali); oba zamontowane były w kołyskach konstrukcji złożonej z trójkątnych segmentów, zapewniających wysoką sztywność, podpierających lustro w 27 punktach, by zapobiec jego deformacji pod własnym ciężarem. Wokół lustra była sztywna obejma żeliwna z czterema uchwytami, każdy o długości ok. 1/8 obwodu lustra, która służyła do montażu do konstrukcji teleskopu. Tubus był podparty na dolnym końcu, od strony lustra, na „uniwersalnym przegubie”, zawiasie o dwóch osiach, który umożliwiał pochylanie tuby w dużym zakresie wysokości, a także obracanie w ograniczonym zakresie azymutu.
Tubus o długości 17,07 m (56 stóp) i średnicy 2,44 m (8 stóp) był zbudowany z listewek wzmocnionych metalowymi obejmami; był podwieszony na łańcuchach z przeciwwagą, które utrzymywały go w równowadze. Belka pod tubusem poruszała się po zębatce po żeliwnym, łukowatym torze o promieniu 25,9 m (85 stóp); podpięta do wyciągarki z kabestanem na ziemi służyła do szybkiego unoszenia teleskopu; dodatkowa, niewielka przekładnia, kontrolowana przez obserwatora zapewniała precyzyjną kontrolę drobnych ruchów. Tor wmurowany był we wschodni z masywnych murów podtrzymujących całą konstrukcję. Te ściany nośne, flankujące tubus po wschodniej i zachodniej stronie miały 17,07 m (56 stóp) wysokości i 22 m (72 stopy) długości, oddalone były 7,32 m (24 stopy) od siebie, ustawione tak, by tubus wycelowany był na południe. Odległość ścian od siebie pozwalała na śledzenie nieba w azymutalnym zakresie ok. 15°.
Teleskop miał układ newtonowski z okularem po zachodniej stronie, na której to ścianie były trzy drewniane galerie umożliwiające dostęp do instrumentu na różnych wysokościach uniesienia tubusu. Przy odpowiednim ustawieniu lustra głównego mógł też pracować w układzie Herschela. Efektywna apertura równa była średnicy zwierciadła, a ogniskowa wynosiła 16,15 m (53 stopy). W 1869 instrument wyposażono w napęd zegarowy. Budowa instrumentu kosztowała Parsonsa ok. 12 tys. funtów.
W 1908 mury podtrzymujące były nadmiernie zniszczone przez wilgoć, by zapewnić całej konstrukcji bezpieczeństwo; Lawrence Parsons, 4. hrabia Rosse, zdecydował o rozebraniu konstrukcji. Główne lustro wysłał do Muzeum Nauki w Londynie, gdzie jest eksponowane.
Teleskop odbudowano w latach 90. XX w. wyposażając w nowoczesny napęd, sterowanie cyfrowe i aluminiowe lustro, ale zachowując oryginalny układ i wiele zachowanych elementów konstrukcji.
Na pamiątkę „Lewiatana z Parsonstown” nazwano planetoidę pasa głównego (8813) Leviathan.

## Obserwacje
Teleskop dawał efektywne powiększenia rzędu 800–1000 razy. Jego rozdzielczość okazała się zbyt niska, by wyróżnić pojedyncze gwiazdy w „mgławicach” – co nie pozwoliło rozstrzygnąć czy owe mgliste, rozmyte obiekty są niezwykle oddalonymi skupiskami gwiazd czy też bliższymi chmurami gazu. Najważniejszym odkryciem dokonanym za jego pośrednictwem była spiralna struktura niektórych „mgławic” (czyli galaktyk spiralnych). Za jego pomocą udało się też przeprowadzić obserwacje gromad gwiazd, wykonać eksperymentalne zdjęcia Księżyca, a także zmierzyć jego temperaturę.
Słabością teleskopu był fakt, że był to praktycznie instrument przejściowy, o niewielkiej możliwości śledzenia interesujących obiektów. Jego budowa była trudna w obsłudze, lustra wymagały częstej wymiany i odnowy; największym problemem teleskopu było jednak jego położenie na nizinnym terenie, niedaleko bagien, w kraju o wilgotnej pogodzie i często zachmurzonym niebie. Sam Parsons na podstawie swoich doświadczeń postulował wznoszenie dużych instrumentów w górach i suchym klimacie.
Na instrumencie pracowało jednak wielu znanych astronomów; oprócz Williama i Lawrence’a Parsonsów byli to m.in. Robert Stawell Ball, John Dreyer i Otto Boeddicker.

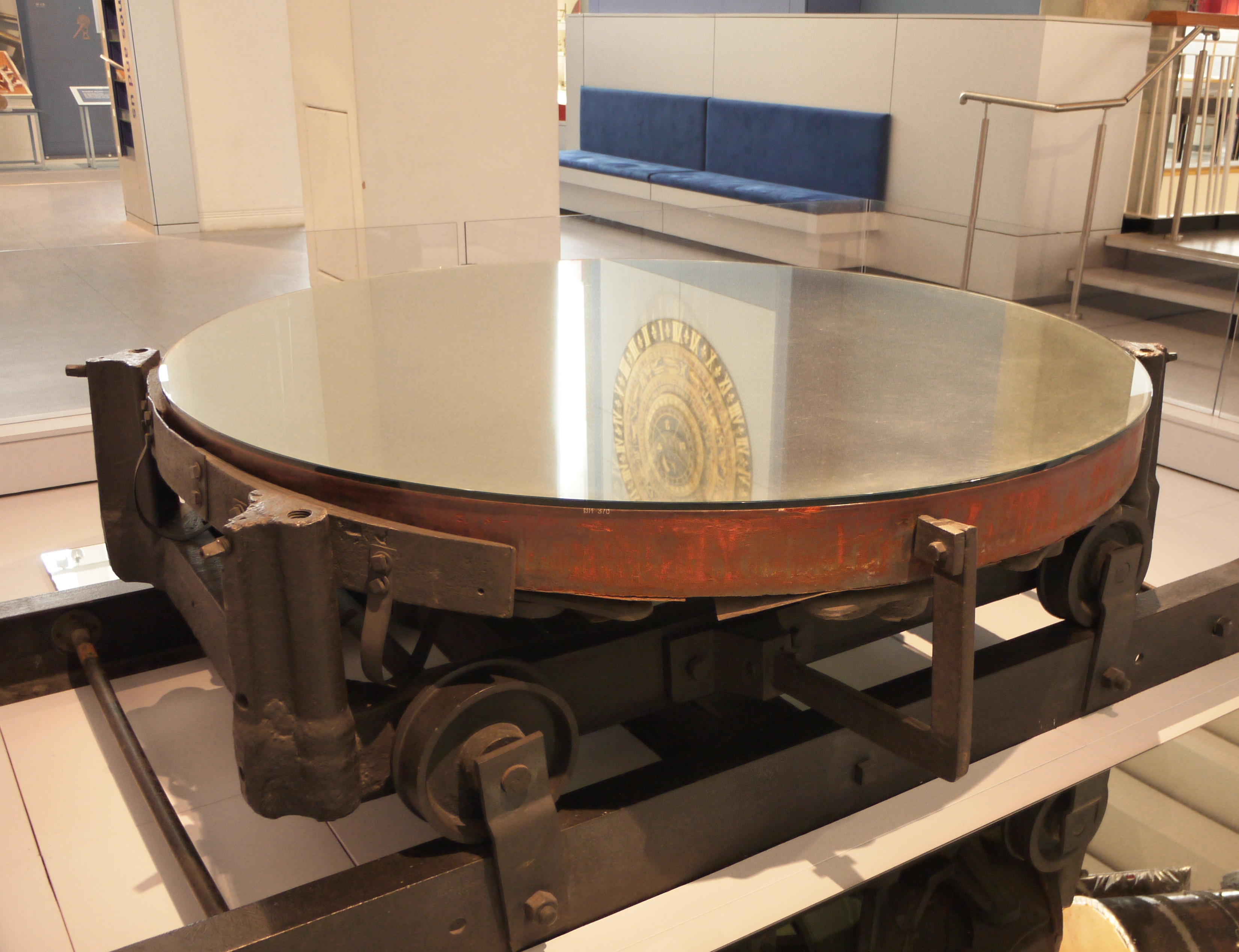
Jedno z dwóch oryginalnych zwierciadeł teleskopu
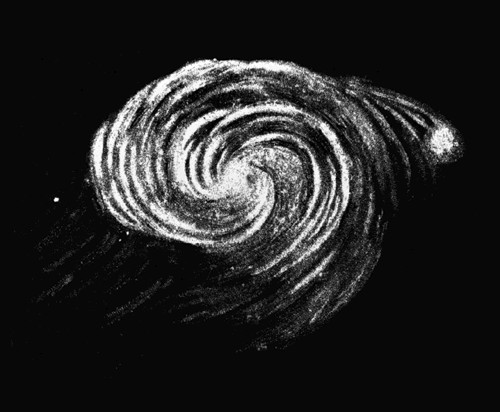
Szkic M51, czyli galaktyki Wir autorstwa 3. hrabiego Rosse
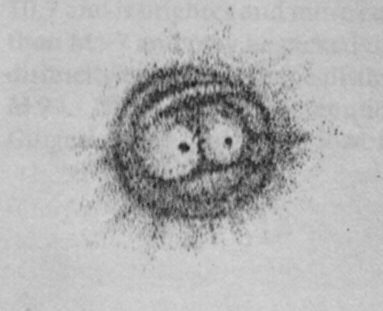
Szkic M97, czyli mgławicy Sowa
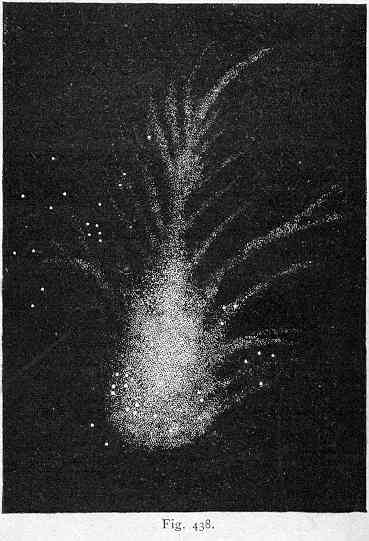
Szkic M1 (Mgławicy Kraba)
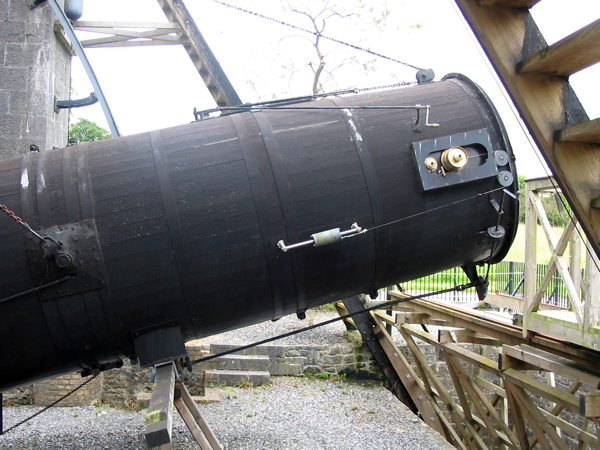
Zrekonstruowany teleskop
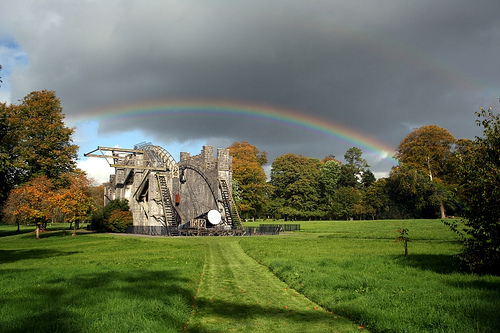
Zrekonstruowany teleskop widziany z oddali